# Saxifragales
Saxifragales es un taxón de eudicotiledóneas perteneciente a la categoría de orden. En la clasificación APG II, se incluyen las siguientes Familias:
- Altingiaceae
- Aphanopetalaceae
- Biblidaceae
- Cercidiphyllaceae
- Crassulaceae
- Cynomoriaceae
- Daphniphyllaceae
- Grossulariaceae
- Haloragaceae
- Hamamelidaceae
- Iteaceae
- Paeoniaceae
- Penthoraceae
- Pterostemonaceae
- Saxifragaceae

Bajo la clasificación Sistema Cronquist, estas Familias se dividían en los órdenes Rosales, Hamamelidales, y Haloragales. Sin embargo, forman un grupo monofilético, relacionado con los rósidos y astéridos.